# Micrelenchus huttonii
Micrelenchus huttonii is een slakkensoort uit de familie van de Trochidae. De wetenschappelijke naam van de soort is voor het eerst geldig gepubliceerd in 1876 door E. A. Smith als Trochus (Cantharidus) huttonii.